# Takeoa huangshan
Takeoa huangshan là một loài nhện trong họ Zoropsidae.
Loài này thuộc chi Takeoa. Takeoa huangshan được miêu tả năm 2004 bởi Tang, Xu & Zhu.